# Даугавгривские водоочистные сооружения
Даугавгри́вские очистны́е сооруже́ния (латыш. Daugavgrīvas ūdeņu attīrīšanas iekārtas) — комплекс сооружений по биологической очистке всех сточных вод Риги и близлежащих населённых пунктов. Расположены в центральной части острова Буллю (Даугавгривас), на берегу залива Зиемельупе. Очищенные воды стекают в Рижский залив, в 2,5 км от берега и на глубине 11 м. Шум работы очистных сооружений слышен в радиусе до 2,5—3 км.

## История
Разработка плана строительства сооружения началась в 1973 году. В 1977 году проект был утверждён Советом Министров Латвийской ССР. С этого момента началось строительство сооружений, к которому привлекались заключённые Шкиротавской тюрьмы. Работы по строительству сооружений закончились в сентябре 1991 года.

## Реконструкция
По состоянию на 2011 год Даугавгривские очистные сооружения оказались не в состоянии
полностью обеспечить европейские требования к очистке сточных вод: в очищенных водах содержание азотистых соединений превышало норму в два раза. После этого была начала реконструкция сооружений, софинансируемая из средств проекта PURE.